# Уильямс, Шерман
Шерман Александр Уильямс (англ. Sherman Alexander Williams; род. 1 сентября 1972 года, Фрипорт, Багамы) — багамский боксёр-профессионал, выступающий в супертяжелой (Heavyweight) весовой категории.

## Профессиональная карьера
Шерман Уильямс дебютировал на профессиональном ринге в июле 1997 года, и проиграл свой первый бой решением большинства судей. Так же проиграл по очкам и третий свой бой. 
Затем выиграл 12 боёв подряд, преимущественно нокаутом в ранних раундах. 
В 1999 году проиграл нокаутом в пятом раунде непобеждённому Роберту Дэвису (15-0).
В августе 1999 нокаутировал непобеждённого Фрэнка Вуда (16-0). 
В апреле 2000 года свёл вничью бой с Джамилем Макклайном. 
В мае 2001 года спорным судейским решением проиграл Обеду Салливану. 
В октябре 2002 года проиграл по очкам американцу, Таурусу Сайксу.
В сентябре 2003 года проиграл по очкам Таю Филдсу. 
В марте 2005 года проиграл Руслану Чагаеву. 
В сентябре 2009 года проиграл Мануэлю Чарру. 
2 января 2011  встретился с Эвандером Холифилдом. В третьем раунде произошло сильное столкновение головами и у Холифилда образовалось сильное рассечение и поединок был признан несостоявшимся.
В июне 2012 года победил по очкам австралийца, Чонси Уэлливера (53-5-5).
10 ноября 2012 года проиграл по очкам финскому проспекту, Роберту Хелениусу (17-0).